# Amazing Day
"Amazing Day" é uma canção gravada pela banda britânica Coldplay, contida como nona faixa em seu sétimo álbum de estúdio, A Head Full of Dreams. A canção foi apresentada no 2015 Global Citizen Music Festival no Central Park, Nova Iorque, em 26 de setembro de 2015. Esta foi a primeira música do disco a ser apresentada e anunciada. A canção foi gravada pela banda durante as sessões para o seu sétimo álbum de estúdio em 2014, em seus estúdios no norte de Londres, Inglaterra, The Bakery and the Beehive, desenvolvidos especificamente para o uso. A canção recebeu uma avaliação favorável de Stuart Berman da Pitchfork.